# William Haydon Burns
William Haydon Burns (Chicago, 17 marzo 1912 – Jacksonville, 22 novembre 1987) è stato un politico statunitense. Fu il 35º governatore della Florida dal 1965 al 1967. In precedenza era stato sindaco di Jacksonville dal 1949 al 1965.

## Biografia
Nacque a Chicago, in Illinois. Presto però la sua famiglia si trasferì a Jacksonville nel 1922, dove frequentò la Andrew Jackson High School prima di andare al Babson College in Massachusetts. Prima dello scoppio della seconda guerra mondiale era un venditore di elettrodomestici e un operatore di scuola di volo. Durante la guerra, si unì alla US Navy e fu inviato come ufficiale tecnico nell'ufficio del Segretario della Marina. Dopo la guerra, tornò a Jacksonville dove fondò una società di pubbliche relazioni e lavorò vendendo elettrodomestici.
Nel 1949 Burns annunciò la sua intenzione di candidarsi a sindaco di Jacksonville contro l'incombente C. Frank Whitehead. Sconfisse Whitehead nelle primarie del Partito Democratico, poi affrontò l'uomo d'affari di Jacksonville William Ashley, un democratico che correva come indipendente, nelle elezioni generali - un evento insolito, dato che i democratici erano stati dominanti nella politica della città per decenni. Il 21 giugno 1949, Burns sconfisse Ashley e così diventò il sindaco di Jacksonville.
Fu eletto presidente della Conferenza dei sindaci degli Stati Uniti, presidente della Lega dei comuni della Florida, e delegato al Congresso internazionale dei Comuni. Durante il suo mandato da sindaco ottenne agevolazioni fiscali per le compagnie assicurative e la Prudential Insurance trasferì la propria sede principale dal New Jersey a un grattacielo a Jacksonville. Ad essa seguirono altre compagnie assicurative e Jacksonville divenne nota come la capitale assicurativa del Sud.
Nel 1964 annunciò che si sarebbe dimesso da sindaco per candidarsi a Governatore della Florida. Il commissario della città Lou Ritter prese il suo posto.  Burns sconfisse il repubblicano Charles Holley nelle elezioni generali del 3 novembre. Durante il suo mandato da governatore supervisionò e agevolò vari progressi nello sviluppo di una nuova costituzione statale, nonché in nuove aree di attività ricreative all'aperto e nell'industria. Si oppose inoltre fermamente alla pena di morte e non conoscesse alcuna esecuzione.
Il governatore Burns perse poi le primarie democratiche del 1966 e non sostenne Robert King High, un noto politico di Miami.  Ciò lasciò il partito diviso di fronte al supporto repubblicano unito per Claude Kirk che riuscì poi a vincere le elezioni. 
Dopo che il suo mandato terminò, tornò alla consulenza aziendale privata a Jacksonville. Nel 1971, tentò di essere rieletto sindaco, ma fu sconfitto da Hans Tanzler nelle primarie democratiche.